# ウォーターハウス美希
ウォーターハウス 美希（ウォーターハウス みき、1986年5月14日 - ）は、日本の元女優、空手家（松濤館流）。結婚後の姓名、岡田 美希レベッカ（おかだ みきレベッカ）。
兵庫県出身。血液型A型。身長163cm。NAC所属。関西学院千里国際中等部・高等部を経て、慶應義塾大学環境情報学部卒業。
カナダ人の父親と、日本人とアメリカ人のハーフの母親を持つクオーター。亜耶バネッサは双子の妹。
2022年4月18日　離婚発表の元夫はムトンド・スターズFCの中町公祐。
2022年4月21日　再婚発表　夫は空手家の岡田泰典

## 獲得タイトル
- 2000年 第8回松濤杯争奪世界空手道選手権 14歳の部女子・形の部 2位
- 2002年 第45回全国空手道選手権 高校生女子個人の部・形の部 1位
- 2003年 第46回全国空手道選手権 高校生女子個人の部・形の部 2位
- 2004年 第47回全国空手道選手権 高校生女子個人の部・形の部 1位
- 2004年 第9回松濤杯争奪世界空手道選手権 16-18歳の部女子・形の部 1位

## 出演

### テレビドラマ
- 双子探偵（1999年7月 - 10月、NHK教育） - 宮坂エリー 役
- 浪花少年探偵団（2000年10月 - 2000年12月、NHK教育） - 側近 役
- 科捜研の女3 第6話「VSアンビリバボー！女子寮に潜む美しき霊の謎！！」（2001年12月6日、テレビ朝日）

### 映画
- 必殺! 三味線屋・勇次（1999年） - お千代 役
- TOKYO 10+01 TOKYO ELEVEN（2002年） - ジャスミン 役

### CM
- 十六茶
- マルトモ